# Leptochilus camurus
Leptochilus camurus är en stekelart som först beskrevs av Giordani Soika 1938.  Leptochilus camurus ingår i släktet Leptochilus och familjen Eumenidae. Inga underarter finns listade i Catalogue of Life.